# 科拉納河

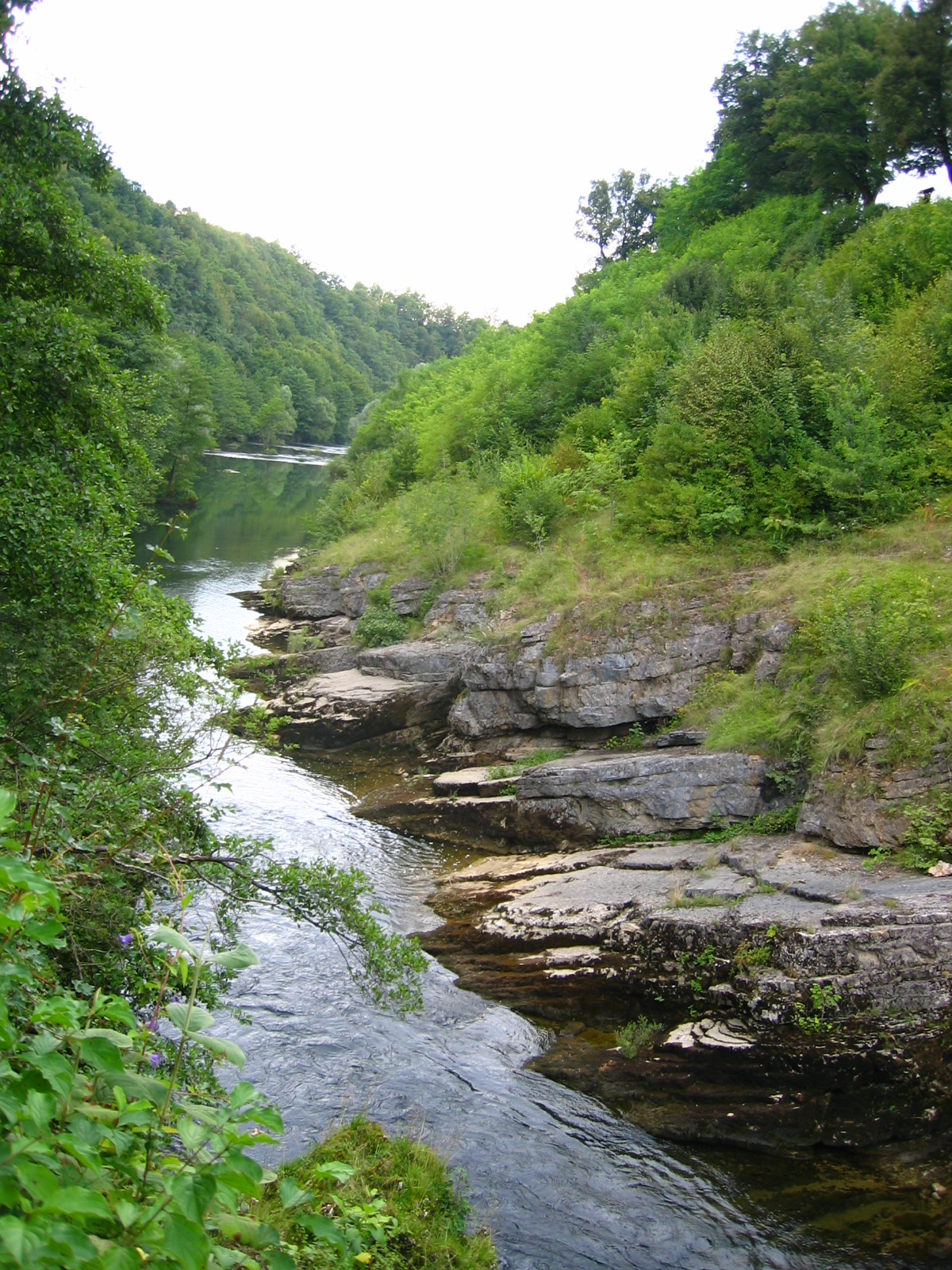

科拉納河是歐洲中部的河流，河道全長134公里，流域面積2,595平方公里，流經克羅地亞中部和波斯尼亞和黑塞哥維那西部，最終在卡爾洛瓦茨注入庫帕河。

## 外部連結
- Karlovac: četiri rijeke - jedan grad （克羅埃西亞文）

45°30′00″N 15°34′30″E / 45.500°N 15.575°E